# Horti Pompeiani
Horti Pompeiani (Nederlands: Tuinen van Pompeius) was de naam van twee parken in het oude Rome, die door Gnaeus Pompeius Magnus werden aangelegd. 

## Esquilijn
De Horti Pompeiani op de Esquilijn hoorden bij de villa van Pompeius in de chique wijk Carinae. De villa werd Domus Rostrata, genoemd omdat Pompeius de voorstevens (Latijn:rostra) van door hem verslagen piratenschepen aan het huis had laten bevestigen. Na de dood van Pompeius schonk Julius Caesar de tuinen aan Marcus Antonius.

## Marsveld
De Horti Pompeiani op het Marsveld werden rond 55 v.Chr. aangelegd met de bouw van het grote Theater van Pompeius. De locatie is onbekend, maar het park moet dicht in de buurt van het theater hebben gelegen. 

## Bron
- L. Richardson, jr, A New Topographical Dictionary of Ancient Rome, Baltimore - London 1992. pp. 201.